# Dorstenia embergeri
Dorstenia embergeri là một loài thực vật có hoa trong họ Moraceae. Loài này được Mangenot mô tả khoa học đầu tiên năm 1957.